# Thanatus fuscipes concolor
Thanatus fuscipes là một phân loài nhện trong họ Philodromidae.
Loài này thuộc chi Thanatus. Thanatus fuscipes concolor được J. Denis miêu tả năm 1957.